# Hydropsyche hageni
Hydropsyche hageni är en nattsländeart som beskrevs av Banks 1905. Hydropsyche hageni ingår i släktet Hydropsyche och familjen ryssjenattsländor. Inga underarter finns listade i Catalogue of Life.